# حادثه معامله در مستی در بازار آتی نفت
حادثه معامله در مستی در بازار آتی نفت معامله‌ای بود که طی آن استیو پرکینز کارمند شرکت «پی‌وی‌ام اُیل فیوچرز» در بازه‌ای دو ساعته در بامداد سی ژوئن ۲۰۰۹ هفت میلیون بشکه نفت به ارزش ۵۲۰ میلیون دلار را معامله کرد.
این معاملات که از سوی شرکت تأیید نشده بودند (چرا که پرکینز تنها اجازه داشت از سپرده‌های مشتریان در معاملات استفاده کند و نه از سرمایهٔ شرکت) باعث شد قیمت هر بشکه نفت برنت در مدت کوتاهی ۱٫۵ دلار (برابر ۱٫۸۱ دلار در سال ۲۰۲۰) افزایش پیدا کند، اتفاقی که مشابه آن تنها در زمان رویدادهای با اهمیت ژئوپولیتیک رخ می‌دهد.
پرکینز آخر هفتهٔ قبل پیش از ۲۹ ژوئن را به بازی گلفی گذراند که از سوی شرکت تدارک شده بود. او از ظهر ۲۹ ژوئن نوشیدن الکل را آغاز کرد و به گفتهٔ خودش دچار بیهوشی ناشی از الکل شد. از ساعت ۱:۲۲ صبح ۳۰ ژوئن، پرکینز شروع به معاملهٔ ۷ میلیون بشکه کرد که برابر ۶۹ درصد کل حجم معاملات نفت در آن روز بود. معاملات او در ساعت ۳:۴۱ بامداد (حدود دو و نیم ساعت بعد) خاتمه یافت. این معاملات باعث شدند که قیمت نفت برنت از ۷۱٫۴۰ دلار در هر بشکه به ۷۳٫۵۰ دلار برسد که بالاترین قیمت نفت در هشت ماه گذشته بود. در واکنش به این افزایش ناگهانی، قیمت نفت پس از مدتی به شدت سقوط کرد. پرکینز در ۶:۳۰ صبح به رئیسش پیام داد که حالش خوش نیست و سر کار نخواهد رفت، و گفت که شب گذشته را به انجام معاملاتی برای مشتریان گذرانده‌است. با این حال تا ساعت ۱۰ صبح دروغش برملا شد و شرکت معاملات او را بست. پی‌ام‌وی در نتیجه این معاملات ۹٬۷۶۳٬۲۵۲ دلار ضرر کرد (درآمد سالانه کل شرکت حدود ۱۲ میلیون دلار بود)
قیمت نفت برنت پس از این حادثه افت کرد. در نتیجه این معاملات پرکینز اخراج شد، و بعدها از سوی رگولاتور خدمات مالی بریتانیا او را به ممنوعیت پنج ساله از معامله در بازارهای مالی و پرداخت ۷۲ هزار دلار جریمه در ۳۶ قسط محکوم کرد.